# Ilva Mică
Ilva Mică je rumunská obec v župě Bistrița-Năsăud. Žije zde přibližně 3 200 obyvatel. Jedinou částí obce je vesnice Ilva Mică.